# Bundesstraße 275
Die Bundesstraße 275 (Abkürzung: B 275)  verläuft durch den Vogelsberg, die Wetterau sowie den Hintertaunus und liegt vollständig im Bundesland Hessen. Sie beginnt (nordöstliches Ende) in Lauterbach und führt über Gedern, Hirzenhain, Ortenberg, Florstadt, Friedberg, Usingen, Idstein und Taunusstein nach Bad Schwalbach im Taunus.

## Statistik
- Bundesländer: Hessen
- Kreise: Vogelsbergkreis, Wetteraukreis, Hochtaunuskreis, Rheingau-Taunus-Kreis
- Städte: Lauterbach, Herbstein, Gedern, Ortenberg, Florstadt, Friedberg, Bad Nauheim, Usingen, Idstein, Taunusstein, Bad Schwalbach

## Verlauf

### Vogelsberg
In Lauterbach beginnt die Straße als Y-förmige Verzweigung zur B 254, wobei die Zweige die Lauterbacher Innenstadt einschließen und sich direkt südlich davon vereinigen. Von dort verläuft die Straße zunächst näherungsweise südlich durch Herbstein bis Altenschlirf und wendet sich dann nach Südwesten, die Südabdachung des Vogelsberges querend. Direkt östlich der Ortslage Hartmannshain kreuzt sie die Rhein-Weser-Wasserscheide und erreicht dabei ihren höchsten Punkt auf etwa 580 m. Dann folgt sie dem Tal der Nidder abwärts bis kurz vor die A 45, an die sie bei Florstadt Anschluss hat.

### Wetterau
Von dort geht es westlich durch die Wetterau nach Friedberg, das sie durchquert, um westlich davon auf die B 3 (und zugleich die B 455) zu treffen. Sie folgt dann auf 10,5 km Strecke der Bundesstraße 3 nach Norden, bis sie hinter Bad Nauheim nach links abzweigt zum Anschluss an die A 5 (Anschlussstelle Ober-Mörlen).

### Taunus
Ab Ober-Mörlen durchquert die B 275 den östlichen Hintertaunus und folgt zunächst dem Tal der Usa aufwärts bis Usingen. Im Usinger Stadtkern teilt sie sich für einige hundert Meter in zwei separate Einbahnstraßen auf. Westlich Usingen quert sie das Entstehungsgebiet der Weil, erreicht südwestlich von Riedelbach auf etwa 520 m Höhe den höchsten Punkt ihres Taunusabschnitts und folgt dann dem Emsbach abwärts bis Waldems-Esch, wo sie auf die B 8 trifft und sich mit ihr für 100 Meter die Trasse teilt. Von da verläuft sie weiter nach Idstein, umfährt die Stadt nördlich und westlich, hat dort Anschluss an die A 3 und wendet sich dann nach Taunusstein, wo sie erst die B 417 („Hühnerstraße“) kreuzt und dann die vier größten Taunussteiner Stadtteile nacheinander durchquert. Anschließend folgt sie bis Bad Schwalbach dem Tal der Aar abwärts.
In Taunusstein-Bleidenstadt mündet, von Wiesbaden über die Eiserne Hand kommend, die B 54 ein und nutzt die Trasse auf 6,4 km Strecke mit, bis die B 275 aus dem Aartal links nach Bad Schwalbach abbiegt (die B 54 läuft dort weiter talabwärts).
Die B 275 durchquert Bad Schwalbach, wobei sie sich unterhalb des Kurhauses nochmals kurz in zwei Einbahnstraßen aufteilt, und endet südlich davon an der B 260 („Bäderstraße“) am oberen Ende des Wambacher Stichs, eines relativ steilen Anstiegs aus dem Rheingau.

## Ausbau
Abgesehen von kurzen Abschnitten an einzelnen Kreuzungen sowie der Straßentrennungen in Usingen und Bad Schwalbach ist die Bundesstraße 275 durchgehend als eine Fahrbahn mit zwei Fahrstreifen ausgebaut.